# Frank Dundr
Frank Dundr, né le 25 janvier 1957 à Sonneberg sous le nom de Frank Butz, est un  rameur d'aviron de la République démocratique allemande.
Frank Butz pratique initialement l'athlétisme mais il opte pour l'aviron en 1973, dans le but de compléter l'équipage du quatre de couple récemment constitué par le SC Dynamo Berlin, auquel il manque encore un homme. C'est cependant en deux de couple, chez les juniors, qu'il obtient ses premiers succès internationaux : deuxième place au championnat d'Europe en 1974, aux côtés de Norbert Buhr, puis victoire au championnat du monde avec Gerd Lützner l'année suivante.
Il se marie en 1977 et prend le nom de sa femme.
La même année, il fait partie du quatre de couple est-allemand qui s'impose aux championnats du monde, à Amsterdam. Ses partenaires sont Martin Winter, Karl-Heinz Bußert et Wolfgang Güldenpfennig. La RDA conserve son titre l'année suivante en Nouvelle-Zélande, la France se classant seconde. Cette domination est confirmée aux Jeux olympiques de 1980 : composé de Frank Dundr, Uwe Heppner, Carsten Bunk et Martin Winter, l'équipage est-allemand remporte la médaille d'or avec près de deux secondes d'avance sur le bateau soviétique. Ces succès mettent en évidence le remarquable réservoir de compétiteurs de haut niveau dont dispose la RDA dans la discipline. Quatre ans plus tard, Dundr fait toujours partie du quatre de couple est-allemand et remporte la régate sur le Rotsee, à Lucerne. Par contre, le boycott des Jeux de Los Angeles en 1984 par son pays le prive d'une nouvelle chance de titre olympique.
Ouvrier du bâtiment de formation, Frank Dundr étudie par la suite les sciences politiques à l'École des officiers. Il exerce les fonctions de commissaire. Il est décoré à trois reprises de l'Ordre du mérite patriotique : bronze en 1978, argent en 1980 et or en 1984.